# 엄일영
엄일영(嚴鎰永, 1933년 8월 5일 ~ , 울산)은 대한민국의 언론인 출신의 경제분야 공직자이다.

## 학력
- 용산고등학교 졸업
- 서울대학교 경제학 학사

## 약력
- 경향신문 기자
- 한국일보 기자
- 중앙일보 기자
- 서울경제신문 경제부장
- 경제부총리 비서실장
- 경제기획원 외자관리국장
- 경제기획원 자원국장
- 경제기획원 경제조사국장
- 경제기획원 대변인
- 조달청 차장
- 동서호라이즌증권 고문

## 참조
1. ↑  엄일영씨 조달청 차장 《매일경제》 1979년 7월 4일

## 참고 자료
- 엄일영 네이트 인물검색

| 전임 이건중 | 제7대 조달청 차장 1979년 7월 3일 ~ 1982년 12월 23일 | 후임 박판제 |